# Aleksander Warteresiewicz-Słoniewski

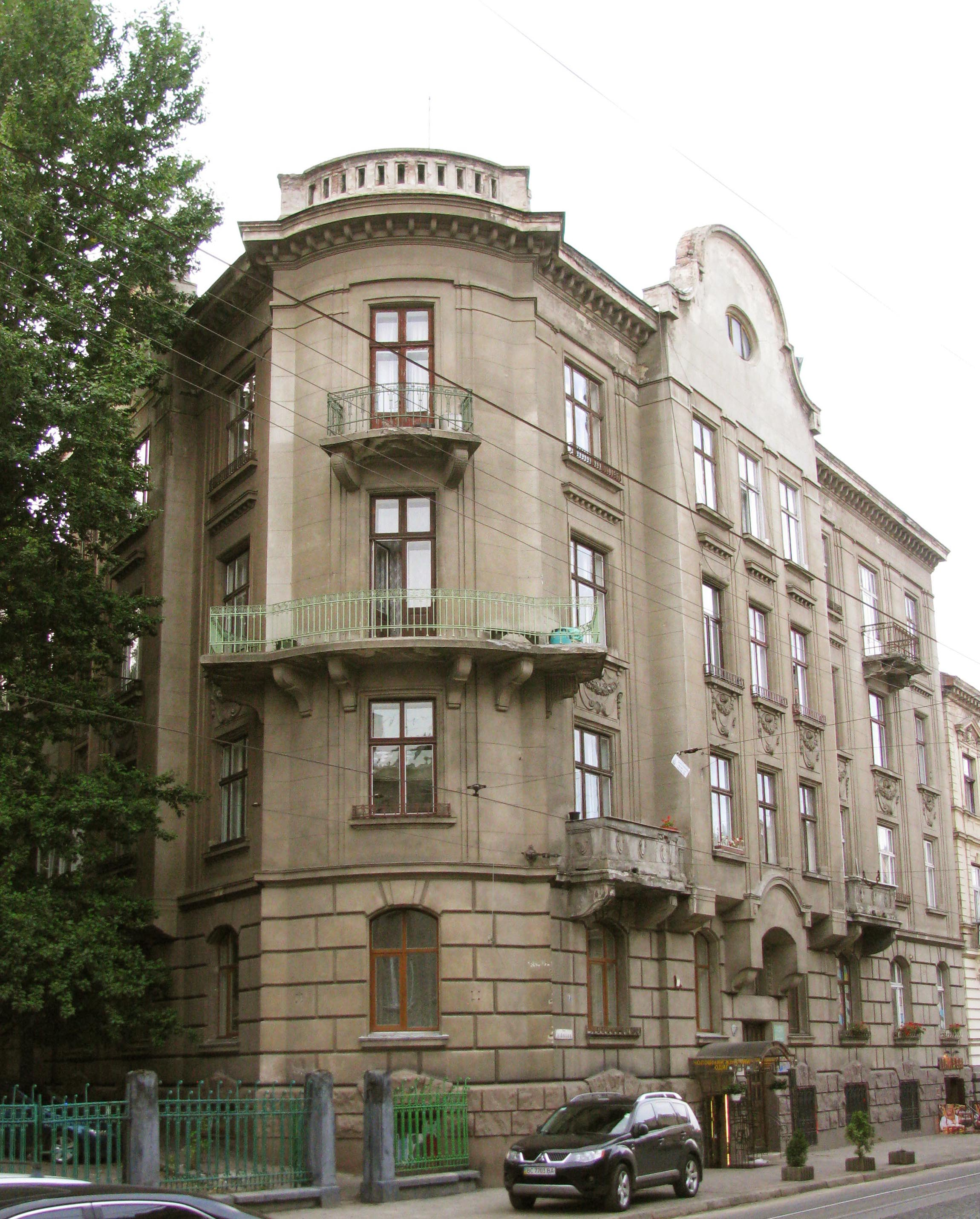
Kamienica przy ulicy Iwana Franki 46 (Mikołaja Zyblikiewicza 24), Lwów

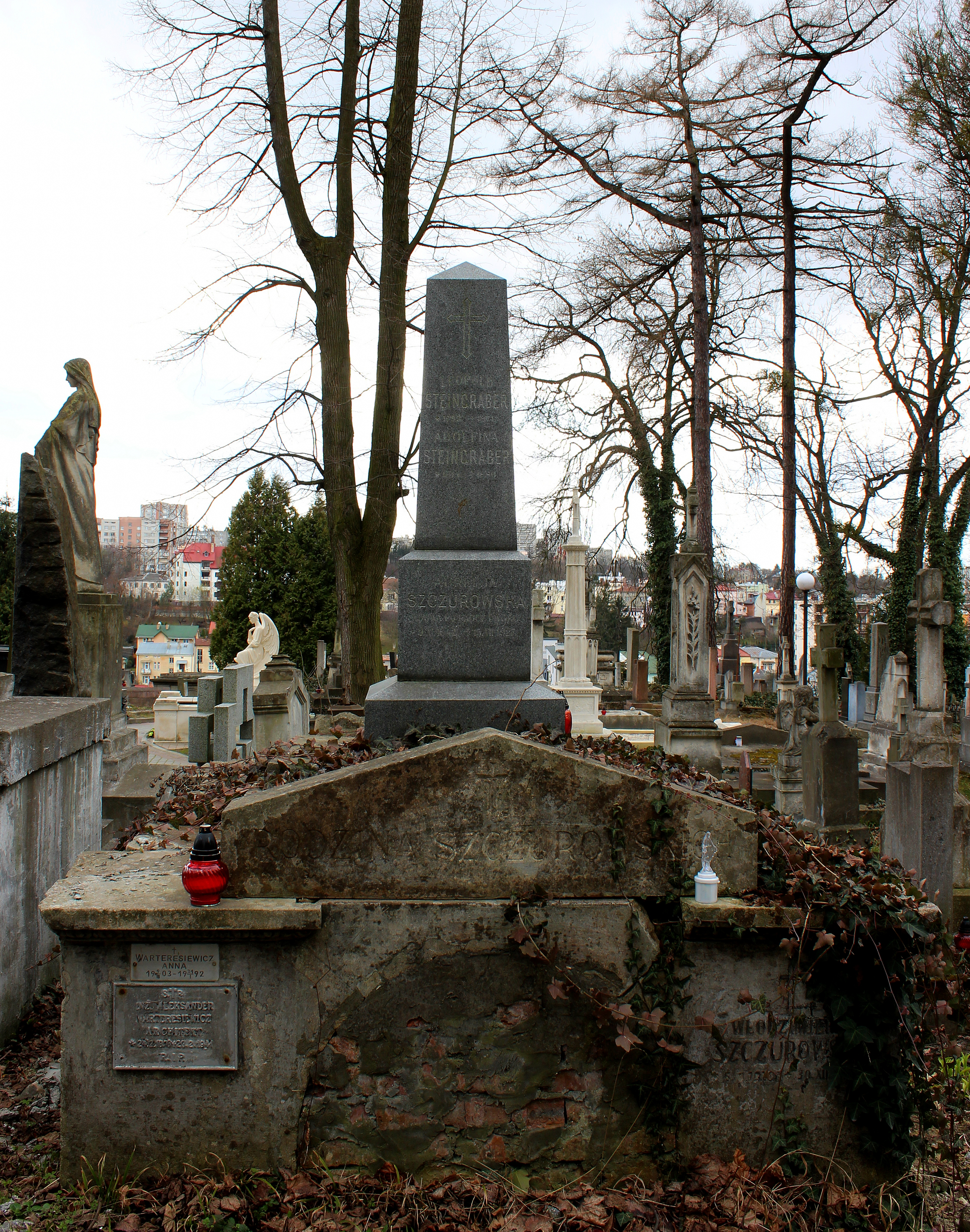

Aleksander Warteresiewicz-Słoniewski (ur. 24 lutego 1883 w Strzylcach, zm. 23 lutego 1941 we Lwowie) – polski architekt tworzący we Lwowie.

## Życiorys
Od 1894 do 1897 studiował na Wydziale Architektury Szkoły Politechnicznej we Lwowie, mieszkał i tworzył w tym mieście. Projektował budynki w stylu modernizmu, neogotyku, neorenesansu i neoklasycyzmu. Spoczywa na Cmentarzu Łyczakowskim.

## Twórczość
Zaprojektował zespół kamienic czynszowych przy ulicy Iwana Franki 46, 48, 52, 50 (Mikołaja Zyblikiewicza 24, 24a, 26, 26a). Zostały wybudowane pomiędzy 1910 a 1912 w stylu racjonalnej secesji. Kamienica pod numerem 50 ma elewację ozdobioną rzeźbami Maurów i dwoma płaskorzeźbami smoków autorstwa Jana Sewera.